# HD258725
HD258725 — хімічно пекулярна зоря спектрального класу
A2 й має видиму зоряну величину в смузі V приблизно  9,8.

## Пекулярний хімічний вміст
Зоряна атмосфера HD258725 має підвищений вміст 
Eu
.